# Női 4 × 200 méteres gyorsváltó a 2009-es úszó-világbajnokságon
A női 4 × 200 méteres gyorsváltó versenyt a 2009-es úszó-világbajnokságon július 30-án rendezték meg. Egy napon volt a selejtező és a döntő.

## Érmesek
| Arany                                                   | Ezüst | Bronz |
| Kína · Yang Yu · Zhu Qianwei · Liu Csing · Pang Jiaying | Amerikai Egyesült Államok · Dana Vollmer · Lacey Nymeyer · Ariana Kukors · Allison Schmitt · Dagny Knutson* · Alyssa Anderson* | Egyesült Királyság · Joanne Jackson · Jazmin Carlin · Caitlin McClatchey · Rebecca Adlington · Hannah Miley* |

* Csak a selejtezőkben úsztak, de kaptak érmet.

## Rekordok
|                    | Név | Idő     | Helyszín  | Dátum               |
| ------------------ | --- | ------- | --------- | ------------------- |
| Világcsúcs         | Ausztrália · Stephanie Rice (1:56.60) · Bronte Barratt (1:56.58) · Kylie Palmer (1:55.22) · Linda Mackenzie (1:55.91)   | 7:44.31 | Peking    | 2008. augusztus 14. |
| Világbajnoki csúcs | Egyesült Államok · Natalie Coughlin (1:56.43) · Dana Vollmer (1:57.49) · Lacey Nymeyer (1:59.19) · Katie Hoff (1:56.98) | 7:50.09 | Melbourne | 2007. március 29.   |

## Eredmények

### Selejtező
| Helyezés | Selejtező | Pálya | Nemzetiség | Úszók | Idő      | Megj.  |
| -------- | --------- | ----- | ---------- | --- | -------- | ------ |
| 1        | 1         | 3     | GBR        | Caitlin McClatchey (1:57.54) Jazmin Carlin (1:56.45) Hannah Miley (1:58.15) Rebecca Adlington (1:56.90)                       | 7:49.04  | CR, ER |
| 2        | 1         | 4     | USA        | Ariana Kukors (1:56.05) Dagny Knutson (1:57.73) Alyssa Anderson (1:58.35) Lacey Nymeyer (1:57.38)                             | 7:49.51  |        |
| 3        | 2         | 5     | FRA        | Camille Muffat (1:58.82) Ophelie-Cyrielle Etienne (1:56.36) Sophie Huber (1:58.82) Coralie Balmy (1:56.18)                    | 7:50.18  | NR     |
| 4        | 3         | 6     | CAN        | Geneviève Saumur (1:57.67) Julia Wilkinson (1:57.77) Alexandra Gabor (1:57.87) Heather MacLean (1:56.98)                      | 7:50.29  | NR     |
| 5        | 3         | 4     | AUS        | Ellen Fullerton (1:58.56) Felicity Galvez (1:57.70) Merindah Dingjan (1:56.85) Bronte Barratt (1:57.42)                       | 7:50.53  |        |
| 6        | 2         | 4     | CHN        | Yang Yu (1:58.50) Zhu Qianwei (1:57.85) Liu Csing (1:55.78) Pang Jiaying (1:58.67)                                            | 7:50.80  |        |
| 7        | 3         | 3     | HUN        | Mutina Ágnes (1:57.52) Verrasztó Evelyn (1:56.89) Dara Eszter (1:57.87) Jakabos Zsuzsanna (1:59.02)                           | 7:51.30  | NR     |
| 8        | 3         | 5     | ITA        | Renata Fabiola Spagnolo (1:59.32) Flavia Zoccari (1:59.29) Alice Carpanese (1:58.45) Federica Pellegrini (1:54.94)            | 7:52.00  |        |
| 9        | 2         | 3     | JPN        | Haruka Ueda (1:57.38) NR Misaki Yamaguchi (1:56.86) Ren Sato (1:57.43) Asami Kitagawa (2:00.75)                               | 7:52.42  | NR     |
| 10       | 2         | 6     | NED        | Saskia de Jonge (2:00.51) Femke Heemskerk (1:55.49) Inge Dekker (1:56.96) Chantal Groot (2:00.88)                             | 7:53.84  | NR     |
| 11       | 1         | 2     | RUS        | Darja Beljakina (1:58.68) Viktoria Malutina (1:58.71) Anasztaszia Akszenova (1:59.27) Jelena Szokolova (1:58.69)              | 7:55.35  | NR     |
| 12       | 1         | 6     | DEN        | Julie Hjorth-Hansen (1:57.61) NR Micha Kathrine Østergaard Jensen (1:59.29) Louise Mai Jansen (1:59.74) Lotte Friis (1:58.92) | 7:55.56  | NR     |
| 13       | 1         | 5     | SWE        | Gabriella Fagundez (1:58.42) Sarah Sjöström (1:56.61) Petra Granlund (1:59.24) Martina Granström (2:02.36)                    | 7:56.63  |        |
| 14       | 3         | 2     | SLO        | Sara Isakovič (1:57.51) Anja Klinar (2:00.73) Nina Sovinek (2:04.60) Nika Karlina Petric (2:04.07)                            | 8:06.91  |        |
| 15       | 3         | 7     | IRL        | Melanie Nocher (2:02.42) Clare Dawson (2:02.50) Niamh O'Sullivan (2:01.27) Nuala Murphy (2:03.15)                             | 8:09.34  | NR     |
| 16       | 2         | 2     | SIN        | Quah Ting Wen (2:00.50) Lim Xiang Qi Amanda (2:03.80) Lim Shu En Lynette (2:01.88) Ong Chui Bin Mylene (2:03.73)              | 8:09.91  | NR     |
| 17       | 2         | 8     | POL        | Karolina Szczepaniak (2:00.40) Katarzyna Wilk (2:04.11) Mirela Olczak (2:04.50) Paula Zukowska (2:04.64)                      | 8:13.65  |        |
| 18       | 2         | 7     | VEN        | Andreina Pinto (2:02.15) NR Yanel Pinto (2:02.78) Darneyis Orozco (2:05.27) Yennifer Marquez (2:06.31)                        | 8:16.51  | NR     |
| 19       | 1         | 8     | ZIM        | Nicole Horn (2:08.17) Kirsten Lapham (2:08.66) Moira Fraser (2:10.80) Kimberley Eeson (2:08.11)                               | 8:35.74  |        |
| 20       | 3         | 8     | MLT        | Davina Mangion (2:12.85) Melinda Sue Micallef (2:17.30) Nicol Cremona (2:13.80) Talisa Pace (2:16.60)                         | 9:00.55  |        |
| 21       | 1         | 7     | MAC        | Fong Man Wai (2:12.94) Che Lok In (2:19.91) Tan Chi Yan (2:20.12) Ma Cheok Mei (2:12.71)                                      | 9:05.68  |        |
| 22       | 3         | 1     | IND        | Pooja Raghava Alva (2:24.10) Chittaranjan Shubha (2:18.52) Vandita Dhariyal (2:19.37) Talasha Prabhu (2:19.71)                | 9:21.70  |        |
| 23       | 2         | 1     | ALB        | Sara Abdullahu (2:12.27) Rovena Marku (2:24.37) Reni Jani (2:39.46) Debora Keci (2:29.50)                                     | 9:45.60  |        |
| 24       | 1         | 1     | PAK        | Sakina Ghulam (2:27.24) Aelia Mehdi (2:45.06) Rida Mitha (2:40.32) Mahnoor Maqsood (2:38.50)                                  | 10:31.12 |        |

### Döntő
| Helyezés  | Pálya | Nemzetiség | Úszók | Idő     | Megj. |
| --------- | ----- | ---------- | --- | ------- | ----- |
| Aranyérem | 7     | CHN        | Yang Yu (1:55.47) Zhu Qianwei (1:55.79) Liu Csing (1:56.09) Pang Jiaying (1:54.73)                                  | 7:42.08 | WR    |
| Ezüstérem | 5     | USA        | Dana Vollmer (1:55.29) Lacey Nymeyer (1:57.88) Ariana Kukors (1:55.18) Allison Schmitt (1:54.21)                    | 7:42.56 | AM    |
| Bronzérem | 4     | GBR        | Joanne Jackson (1:55.98) Jazmin Carlin (1:56.78) Caitlin McClatchey (1:56.42) Rebecca Adlington (1:56.33)           | 7:45.51 | ER    |
| 4         | 8     | ITA        | Renata Fabiola Spagnolo (1:58.79) Alessia Filippi (1:56.97) Alice Carpanese (1:57.36) Federica Pellegrini (1:53.45) | 7:46.57 | NR    |
| 5         | 2     | AUS        | Ellen Fullerton (1:57.38) Stephanie Rice (1:55.71) Merindah Dingjan (1:56.66) Bronte Barratt (1:57.10)              | 7:46.85 |       |
| 6         | 1     | HUN        | Mutina Ágnes (1:56.64) Verrasztó Evelyn (1:57.20) Dara Eszter(1:59.04) Hosszú Katinka (1:55.16)                     | 7:48.04 | NR    |
| 7         | 3     | FRA        | Coralie Balmy (1:57.12) Ophelie Cyrielle Etienne (1:56.10) Sophie Huber (1:58.40) Camille Muffat (1:56.82)          | 7:48.44 | NR    |
| 8         | 6     | CAN        | Geneviève Saumur (1:56.97) NR Julia Wilkinson (1:57.39) Alexandra Gabor (1:57.07) Heather MacLean (1:57.71)         | 7:49.14 | NR    |